# Dinastia XV d'Egipte
La dinastia XV comença vers el 1650 aC i s'acaba cent anys després.
Fou establerta, segurament, per una nova onada d'asiàtics semites (cananeus del sud i beduïns), que es van establir a l'est del delta on ja governava la dinastia XIV, formada per hicsos que portaven uns dos segles vivint a Egipte. El nou poder va establir la capital a Àvaris (la dinastia XIV tenia la capital a Xois). Àvaris era l'egípcia Hatuaret i es trobava a la part nord-oriental del delta. Aquest hicsos eren més agressius, i van liquidar la dinastia XIV i també a la dinastia XIII, que tenia seu a Memfis i/o Itjtawi.
Dugueren nous déus (que no van imposar als egipcis) i van adorar Seth, que identificaven com el seu déu de les tempestes. La llengua administrativa va romandre l'egípcia. En realitat, van adoptar la cultura egípcia i les seves lleis i van continuar el comerç amb Babilònia i Creta. Les tombes dels seu reis no s'han trobat; els seus noms personals eren hicsos, però els seus noms de regnat eren egipcis; els reis es titulaven faraons i desplegaven tot el protocol i tradicions dels faraons. La seva època fou de pau i prosperitat.
Els hicsos aportaren noves armes: la introducció del cavall (desconegut per als egipcis) i del carro de combat. Van dominar fins a Hermòpolis i el sud va quedar en mans de dinasties egípcies (XVI i XVII i la dinastia d'Abidos). La dinastia XVI, que governava al sud, havia estat vassalla dels hicsos, però la dinastia XVII, amb seu a Tebes, lentament va acumular recursos i forces per expulsar els hicsos i iniciar la reunificació del país.
La dinastia XV fou purament hiksa i, per això, s'anomena dels grans hicsos (enfront de la XIV que, per contraposició, seria la dels petits hicsos). El Papir de Torí té sis línies amb fragments de figures que representen els noms dels reis i el nom del rei Khamudi, i una durada de 108 anys en total. També Manetó (mitjançant l'Africà) en té sis noms, però la durada n'és de 250 anys (excessiva per a sis sobirans):
- Saites (Salitis)
- Bnon (Shesi)
- Pakhnan (Khyan ?)
- Staan (Khyan ?)
- Arkhles Khamudi
- Aphophis (Apepi)

Mitjançant Flavius Josefus, han arribat en diferent ordre:
- Salitis, 19 anys
- Bnon, 44 anys
- Apachnan, 36 anys i 7 mesos
- Apophis, 61 anys
- Iannas 50 anys i 1 mes
- Assis 49 anys i 2 mesos

Troballes:
- Salitis (Sekhaenre)
- Shesi (Maayibre)
- Yakhuber (Meruserre)
- Sakir Har, possible segons els darrers descobriments, podria ser de la dinastia XIV
- Khyan o Djan (Seuserenre)
- Apepi o Ipepi (Ausere)
- Khamudi (Akhenenre)